# Образцовое меньшинство
Образцовое меньшинство — термин, относящийся к группе меньшинств, определяемой по таким факторам, как этническая принадлежность, раса или религия, члены которой, как считается, достигают более высокого социально-экономического статуса по сравнению со средним показателем по населению. В результате эти группы часто рассматриваются как ролевые модели или референтные группы для сравнения с внешними группами (аутгруппами). Успех обычно оценивается по таким показателям, как уровень образования, представленность в управленческих и профессиональных профессиях, доход на домохозяйство и различные другие социально-экономические индикаторы, такие как уровень преступности, стабильность семьи и брака. Наиболее распространённое использование концепции модельного меньшинства связано с американцами азиатского происхождения в США. Аналогичные явления классового подхода наблюдались во многих европейских странах, что приводило к стереотипизации определённых этнических групп.
Концепция «образцового меньшинства» вызывает споры из-за своего исторического применения, подразумевающего, что экономическое вмешательство со стороны правительств не требуется для устранения социально-экономических неравенств между различными расовыми группами. В основном это утверждение используется в американском контексте для сравнения американцев азиатского происхождения (особенно выходцев из Восточной и Южной Азии) и евреев с афроамериканцами и коренными народами. Таким образом, это способствует распространению мифа об «образцовом меньшинстве», утверждающего, что американцы азиатского происхождения и евреи являются образцовыми законопослушными и продуктивными гражданами или иммигрантами, одновременно укрепляя стереотип о том, что коренные и афроамериканские сообщества склонны к преступному поведению и зависят от социальной помощи.

## Проблемы
Концепция «образцового меньшинства» тесно связана с культурой США, поскольку термин был введён в обиход американским социологом Уильямом Петерсеном в статье 1966 года. Во многих европейских странах также существуют классовые стереотипы, которые стереотипизируют этнические группы аналогичным образом. В поддержку статуса «образцового меньшинства» часто приводятся обобщённые статистические данные, такие как более высокий уровень образования, высокая представленность в белых воротничках, профессиональных и управленческих должностях, а также более высокий уровень дохода по сравнению с другими расовыми группами в США.
Распространённым заблуждением является мнение, что затронутые сообщества обычно гордятся тем, что их называют «образцовым меньшинством». Однако стереотип считается вредным для соответствующих меньшинств, поскольку используется для оправдания исключения таких групп из распределения государственных и частных программ помощи, а также для занижения или умаления достижений отдельных представителей этих меньшинств.
Существует множество теорий, классифицирующих виды предрассудков. Считается, что разные типы предрассудков наиболее применимы к определённым группам. Одной из таких моделей является модель содержания стереотипов. В американском и европейском обществе считается, что такие группы, как люди азиатского или еврейского происхождения, обладают высокой воспринимаемой компетентностью, но низкой воспринимаемой теплотой. Поэтому они попадают в категорию «аутгруппы, которой завидуют» в контексте этого стереотипа. Дополнительные исследования показали, что реакция на аутгруппу была значительно более негативной, когда её описывали как «образцовое меньшинство» и связанные с этим атрибуты, чем когда использовались другие положительные характеристики. Другие учёные обсуждали возможность того, что стереотип может быть «положительным» для человека, помешанного на деньгах, вороватого и/или жадного еврея или азиата. Недавние исследования углубили понимание роли ревнивых предрассудков в подстрекательстве к историческим событиям с массовыми жертвами, таким как Холокост. Было отмечено, что теория о выплескивании фрустрации на постороннего человека может быть оправдана. Понятие «невинная, но слабая цель» является частью популярной «народной психологии» и должно быть пересмотрено. Вместо этого утверждается, что завистливые предрассудки играют важную роль в поиске козла отпущения в некоторых социальных контекстах.
Концепция «образцового меньшинства» вызвала споры из-за того, что в истории она использовалась для того, чтобы предположить, что экономическое вмешательство правительств не является необходимым для устранения социально-экономических различий между отдельными расовыми группами.
Концепция «образцового меньшинства» противопоставляет различные группы меньшинств, подразумевая, что группы, не достигшие уровня «образцового меньшинства», сами виноваты в своих неудачах. Эта идея подвергается критике со стороны таких изданий, как NPR и EU Scream, за потенциальное обобщение опыта азиатских сообществ, с одной стороны, и латиноамериканцев и афроамериканцев — с другой, несмотря на то, что отдельные группы сталкиваются с расизмом по-разному. Критики также утверждают, что концепция увековечивает представление о том, что любое меньшинство способно экономически подняться без посторонней помощи, игнорируя различия в истории американцев азиатского происхождения, афроамериканцев и латиноамериканцев в США. Отмечено, что эта концепция, также критикуемая за чрезмерное обобщение успехов некоторых членов сообщества, используется для обесценивания и уменьшения видимости расизма, с которым сталкиваются «образцовые меньшинства». Кроме того, чрезмерное обобщение, основанное на успехе некоторых членов для доказательства того, что расизм преодолён и любые заявления об обратном являются «оправданиями», не ограничивается только теми группами, которые называют «образцовыми меньшинствами», и стало проблемой для некоторых членов афроамериканского сообщества после избрания Барака Обамы президентом.